# ميلان تشرني
ميلان تشرني (بالتشيكية: Milan Černý)‏ هو لاعب كرة قدم تشيكي في مركز الوسط، ولد في 16 مارس 1988 في براغ في جمهورية التشيك. شارك مع منتخب التشيك تحت 17 سنة لكرة القدم ومنتخب التشيك تحت 18 سنة لكرة القدم ومنتخب التشيك تحت 19 سنة لكرة القدم ومنتخب جمهورية التشيك تحت 21 سنة لكرة القدم ومنتخب جمهورية التشيك لكرة القدم. أما مع النوادي، فقد لعب مع دوكلا براغ وسلافيا براغ وسيفاسبور ونادي كلادنو.

## وصلات خارجية
- ميلان تشرني على موقع الاتحاد التشيكي (الإنجليزية)
- ميلان تشرني على موقع اتحاد تركيا (لاعب) (الإنجليزية)
- ميلان تشرني على موقع قاعدة بيانات كرة القدم.إي يو (الإنجليزية)
- ميلان تشرني على موقع ناشيونال فوتبول تيمز (الإنجليزية)
- ميلان تشرني على موقع Soccerway.com (الإنجليزية)
- ميلان تشرني على موقع عالم كرة القدم.نت (الإنجليزية)